# William Shockley
Pour les articles homonymes, voir Shockley.
William Bradford Shockley (13 février 1910 – 12 août 1989) est un physicien américain. Sa tentative de commercialisation d'un nouveau type de transistor dans les années 1950 et 1960 est à l'origine de la création de la Silicon Valley. Il fut, aux côtés de John Bardeen et Walter Houser Brattain, lauréat du prix Nobel de physique de 1956 « pour leurs recherches sur les semiconducteurs et leur découverte de l'effet transistor ». William Shockley a été à la fin de sa carrière un fervent avocat de l'eugénisme, et a été accusé de racisme scientifique.

## Biographie
Né à Londres en Angleterre, de parents américains, et ayant grandi en Californie, il était un enfant indiscipliné que ses parents instruisirent à la maison jusqu'à l'âge de 8 ans. Son QI a été évalué entre 125 et 130. Plus tard il est devenu un maniaque des tests d'intelligence. Il obtint son B.S. au California Institute of Technology en 1932 et son doctorat au MIT en 1936. Notamment, le titre de sa thèse de doctorat était Calcul des fonctions d'onde électronique dans des cristaux de chlorure de sodium.

### Au service de la Défense
Au terme de sa soutenance de thèse, Shockley fut recruté dans une équipe de chercheurs des laboratoires Bell dirigée par C. J. Davisson à Murray Hill (New Jersey). C'est là qu’il publia plusieurs articles fondamentaux sur la physique de l'état solide pour la Physical Review. Il fit enregistrer son premier brevet en 1938, celui d'un canon à électrons électromultiplicateur.
Lorsque les États-Unis entrèrent en guerre, Shockley se lança dans la recherche sur les radars aux laboratoires Bell de Manhattan. Puis au mois de mai 1942, il accepta l’offre de l’université Columbia de devenir directeur de recherche du Groupe des opérations de lutte anti-sous-marine : cela consistait à développer de nouvelles méthodes pour combattre la tactique des submersibles avec des techniques de convoyage spéciales, dont l’usage de grenade anti-sous-marine, etc. Cet engagement supposait des déplacements fréquents au Pentagone et à Washington, où Shockley entra en contact avec plusieurs officiers généraux et de hauts fonctionnaires. En 1944, il organisa un programme de stage pour inciter les pilotes de bombardier B-29 à utiliser les nouveaux viseurs radar. À la fin de l’année 1944, il fit pendant trois mois la tournée des bases américaines à travers le monde pour exposer les résultats de ses recherches. En reconnaissance de cette activité, le secrétaire d’État à la Guerre, Robert Patterson, décora Shockley de la Medal for Merit le 17 octobre 1946.
Au mois de juillet 1945, le département de la Guerre chargea Shockley de rédiger un rapport sur l’estimation du nombre de victimes qu’entraînerait un débarquement américain au Japon. Shockley conclut : « Si ce rapport a pu démontrer que le comportement combatif des civils s’est invariablement avéré à la hauteur du comportement des troupes au combat, dans les précédents similaires à celui du Japon, alors cela signifie que le nombre de morts et d’infirmes japonais à l’heure de leur défaite dépassera le nombre des victimes allemandes ; en d’autres termes, nous devrons probablement tuer entre 5 et 10 millions de Japonais. Cela pourrait nous coûter entre 1,7 et 4 millions de victimes dont 400 000 à 800 000 morts ». Selon l'historien américain R. Newman, de l'université de Pittsburgh, ce rapport aurait incité les autorités américaines à envisager les bombardements atomiques d'Hiroshima et de Nagasaki pour contraindre l’Empire japonais à la reddition.

### L'invention du transistor

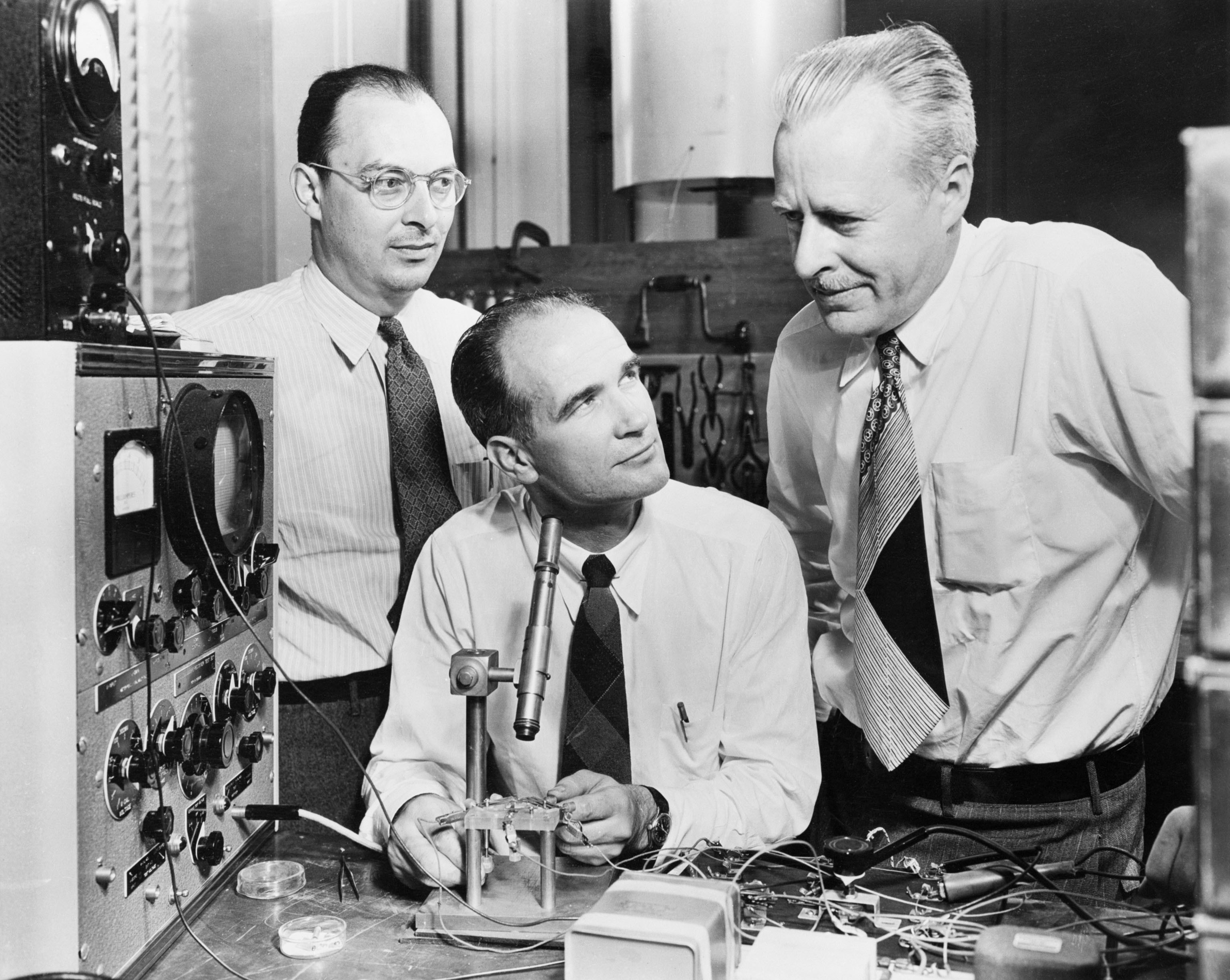
John Bardeen, William Shockley et Walter Brattain aux laboratoires Bell (1948).

En 1945, les laboratoires Bell constituèrent une équipe de physiciens placés sous la direction de Shockley et du chimiste Stanley Morgan : il y avait parmi eux John Bardeen, Walter Brattain, le physicien Gerald Pearson, le chimiste Robert Gibney, l’expert en électronique Hilbert Moore, etc. Leur tâche consistait à trouver un substitut solide aux fragiles amplificateurs à lampe. Leurs premières tentatives reprenaient une idée de Shockley : modifier la conductivité d’un semi-conducteur en le plongeant dans un champ électrique ; or, quels que fussent la configuration ou le choix des matériaux, ces expériences échouaient régulièrement. Il n’y eut aucun progrès jusqu'à ce que Bardeen suggère que c’était l’électrisation de la couche externe qui faisait écran au champ électrique sur les couches internes du semi-conducteur. L’équipe se consacra dès lors entièrement à l’étude de l’électrisation de la couche externe.
Dès l’hiver 1946, l’équipe de Shockley avait réuni suffisamment de résultats pour que Bardeen puisse publier un article sur les configurations de couche externe à la Physical Review. Brattain lança des expériences destinées à explorer les états de couche externe en dirigeant un faisceau lumineux concentré sur la surface des semi-conducteurs. Les résultats obtenus fournirent la matière de nouveaux articles. Le rythme de travail s’accrut notablement lorsque l'on découvrit le bénéfice qu’il y avait à enduire les contacts entre le semi-conducteur et les fils conducteurs avec des électrolytes. Puis Moore fabriqua un circuit qui permettait de faire varier facilement la fréquence du signal d'entrée et lorsqu'enfin Pearson, sur une idée de Shockley, appliqua la différence de tension à la surface d'une goutte de borate de glycol (une solution visqueuse d'emploi courant dans les condensateurs électrolytiques) insérée à travers une jonction P-N, les chercheurs obtinrent les premières manifestations d'une amplification de puissance.

### Émulation et progrès théoriques
Mais les juristes des laboratoires Bell apprirent bien vite que le principe d’effet de champ de Shockley était déjà connu, et qu'un physicien austro-hongrois, J. Lilienfeld, avait breveté l'effet MESFET au Canada ainsi que divers appareils exploitant ce phénomène dès 1925. Quoique le brevet de Lilienfeld parût attaquable (ses appareils n'avaient jamais été fabriqués, et selon toute vraisemblance, ils ne pouvaient fonctionner tels quels), les juristes de Bell firent uniquement breveter les applications du contact électrique ponctuel Bardeen-Brattain. Trois autres brevets protégeaient les transistors à électrolyte, crédités à Bardeen, Gibney et Brattain ; le nom de Shockley n’apparaissant nulle part dans ces brevets, ce dernier s'en indigna : il fit savoir à Bardeen et Brattain qu'il avait l'intention de faire breveter l'effet de champ à son seul nom.

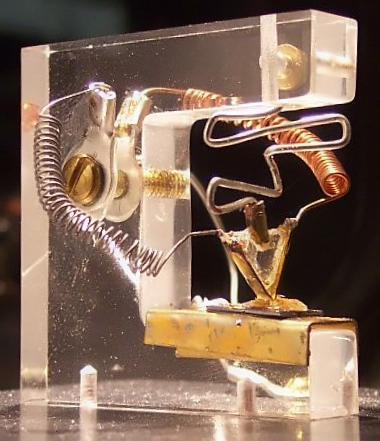
Réplique du premier transistor bipolaire (musée Heinz Nixdorf à Paderborn, Allemagne).

Shockley chercha désormais seul à concevoir un type de transistor différent, basé sur des jonctions plutôt que sur des contacts ponctuels, en estimant d'ailleurs que ce composant serait plus rentable commercialement, car il trouvait les transistors de Brattain et Bardeen fragiles et difficiles à fabriquer ; en outre, la théorie de l'amplification par contact ponctuel ne lui paraissait pas satisfaisante, et il imaginait plutôt un déclenchement de conduction par injection de porteurs de charge minoritaires. Le 13 février 1948, un autre membre de l’équipe, John Shive, mit au point un transistor à contacts en bronze de part et d'autre d'un film de germanium : ce composant démontrait, par son existence même, que les lacunes électroniques se propagent non seulement à la surface, mais aussi dans la masse du cristal de germanium,. L’invention de Shive parut déclencher celle du transistor à jonction par Shockley : quelques mois plus tard, en effet, Shockley développa un type de transistor entièrement nouveau, qui consistait en un empilement de jonctions. Cette structure sera d'ailleurs celle de la majorité des transistors des années 1960 ; par la suite, elle évoluera vers le transistor à jonction bipolaire. 
Shockley reconnut par la suite que les recherches de son équipe résultaient « d'un mélange de coopération et de compétition », et que lui-même avait gardé secrètes certaines de ses idées jusqu'à ce que l'avance prise par Shive en 1948 lui « force la main. » 
Shockley rédigea une description très détaillée de ce qu'il appelait le « transistor sandwich », et il obtint les premiers résultats concluants le 7 avril 1949. Parallèlement, il travaillait sans relâche à son chef-d'œuvre, Électrons et trous dans les semi-conducteurs (Electrons and Holes in Semiconductors), traité de 558 pages qui parut en 1950. Il y développait les idées révolutionnaires d’effet d'avalanche et de diffusion dans les métaux, et établissait les équations différentielles décrivant le flux d’électrons dans les édifices cristallins. Il y donne également l'équation régissant le comportement des diodes. Ce traité classique a guidé pendant des années les chercheurs et ingénieurs travaillant à la conception de nouveaux semi-conducteurs.
Il en résulta l’invention du transistor bipolaire, annoncée lors d'une conférence de presse le 4 juillet 1951.
La publicité donnée à « l’invention du transistor » devait par la suite profiter principalement à Shockley, au grand dam de Bardeen et Brattain ; quant à la direction des laboratoires Bell, elle ne cessa de présenter ses trois inventeurs comme une équipe soudée. Les premiers temps, Shockley amendait les propos de ses biographes et des journalistes chaque fois qu'on lui attribuait exclusivement le mérite de l'invention, mais au début des années 1950, il dénigra la part prise par Bardeen et Brattain, et d'ailleurs les empêcha de travailler sur le transistor bipolaire. C'est ce qui détermina Bardeen à démissionner des laboratoires Bell en 1951, et à se lancer dans l'étude théorique de la supraconductivité ; quant à Brattain, il refusa de continuer à travailler dans l'équipe de Shockley.

### Heurs et malheurs du «laboratoire Shockley»
En 1956 Shockley quitta le New Jersey pour Mountain View (Californie), afin d’y ouvrir le laboratoire Shockley sur les semiconducteurs, et de se rapprocher de sa famille, vivant à Palo Alto (Californie),. La société, dépendant de Beckman Instruments, Inc., fut la première à travailler sur des composants semi-conducteurs au silicium dans ce qui allait devenir par la suite la Silicon Valley.
Là, les tendances dominatrices et paranoïaques de Shockley commencèrent à s'exacerber. Un jour, une coupure au pouce reçue par une de ses secrétaires lui apparut comme la manifestation d'un acte de malveillance et il exigea qu'on procède à des tests au détecteur de mensonges pour trouver le coupable. Après avoir reçu le prix Nobel en 1956, son comportement se fit de plus en plus despotique, instable et déplaisant, si bien qu'à la fin de l'année 1957, devant son refus de poursuivre les recherches sur le dopage au silicium, huit de ses collaborateurs (qui seront ensuite qualifiés de traitorous eight) démissionnèrent en bloc ; ils décidèrent de créer leur propre bureau d'études, Fairchild Semiconductor. Le laboratoire Shockley ne devait pas se relever de cette saignée : au long des vingt années suivantes, les anciens collaborateurs de Shockley allaient déployer 65 nouvelles inventions.
Après les années 1960, Shockley fut professeur à Stanford et devint également un fervent avocat de l'eugénisme. Ses vues sur les Noirs américains, qu'il jugeait héréditairement avoir un quotient intellectuel moyen inférieur à celui des Blancs, lui valurent en particulier de nombreuses critiques et accusations de racisme scientifique. 
Il est le seul prix Nobel à avoir fait don de son sperme à la « Repository for Germinal Choice », une banque de sperme qui se voulait conçue uniquement pour prix Nobel, et qui accueillit finalement des hauts QI et athlètes. 
Shockley a été désigné par Time comme l'une des 100 personnes les plus influentes du XXe siècle.